# Muhammet İrfan Çintımar
Muhammet İrfan Çintımar, född 16 juli 1997 är en turkisk backhoppare som tävlar i världscupen i backhoppning, backhoppningens högsta nivå.